# KM3NeT
キュービックキロメーターニュートリノ望遠鏡（The Cubic Kilometer Neutrino Telescope, KM3NeT ）は、地中海の底に位置する将来のヨーロッパの研究設備である。次世代のニュートリノ望遠鏡を水チェレンコフ検出器の形でホストし、地中海の3つの場所に分散した数立方キロメートルの計装体積を備えている：KM3NeT-Fr（フランス、トゥーロン沖）、 KM3NeT-It （イタリア、シチリア島、ポルトパーロ・ディ・カーポ・パッセロ沖）、およびKM3NeT-Gr（ギリシャ、ペロポネソス半島、Pylos沖）。 KM3NeTプロジェクトは、 ANTARES （フランス沖に建設された望遠鏡）、 NEMO （イタリア沖に計画された望遠鏡）、 NESTOR （ギリシャ沖で計画された望遠鏡）などのニュートリノ望遠鏡プロジェクトの下で行われた実験を引き継ぐ。
KM3NeTは、超新星の残骸、ガンマ線バースト、超新星、衝突する星などの遠方の天体物理学的ニュートリノ源からのニュートリノを探索し、宇宙の暗黒物質を検索するための強力なツールになる。その主な目的は、私たちの銀河中のニュートリノ源からのニュートリノを検出することである。何千もの光学センサーモジュールのアレイにより、ニュートリノと検出器の近くの水または岩の衝突から生じる荷電粒子から深海のかすかな光を検出する。研究施設には、海洋生物学、海洋学、地球物理学などの他の科学用の機器も収容され、深海環境と数キロメートルの深さの海底を長期的かつオンラインで監視する。
建設完了時には、KM3NeTはいくつかの大きなサブ検出器で構成される予定である。最初は、これらのうちの2つ（一緒にARCA検出器を形成する）が実際に遠方のニュートリノ源を探す望遠鏡を形成する。別のサブ検出器（baptised ORCA）は、ニュートリノ自体の特性を測定するために最適化される。その意味で、ORCAはニュートリノ素粒子物理学検出器である。

## 設計
将来的には、最終的なニュートリノ望遠鏡は約600本のケーブルが繋がる約12000個の耐圧ガラス球によって構成される予定である。現在の建設フェーズでは、望遠鏡は345本のストリング、230個のARCA検出機及び115のORCA検出機を含んでいる。各ストリングには18個のセンサー球がついており、海底に係留され浮力で支持されている。各々の球はデジタル光学モジュール（DOM）と呼ばれ、直径は約17インチ（43cm）ほどであり、31個の3インチ(7.6cm)光電子増倍管を含んでおり、海岸まで高帯域光学ネットワークで繋がれている。合計でARCA及びORCA検出機は6210個のDOMを含む。
KM3NeTの各設置場所の海岸では、コンピューター群が宇宙ニュートリノの信号を検索する最初のデータフィルターを実行してから、データを中央のKM3NeTデータセンターにストリーミングして保存し、KM3NeTの科学者がさらに分析する。
KM3NeT-Itサイトは、深さ3400 m に位置し、ARCA（ Astroparticle Research with Cosmics in the Abyss ）検出器をホストし、TeV〜PeV範囲の高エネルギー宇宙ニュートリノを検出するために最適化されたより広い間隔のDOMを備えている。ストリング長は650mであり、90 m間隔で配置されている。  :3 :21
KM3NeT-Frサイトは深さ2475 mに位置し、ORCA（ Oscillation Research with Cosmics in the Abyss ）検出器をホストする。これは、GeV範囲の大気ニュートリノ用に最適化された、より狭い間隔のセンサーを備えたよりコンパクトなアレイである。これは、長さ20mの三角形状のグリッドに配置された115本のストリングで構成され、ケーブル中のDOMは9m間隔で配置される。全体として、アレイは直径約210m、ストリングは200mである。  :6

## 建造
KM3NeTニュートリノ望遠鏡の設計は非常にモジュール化されており、建設は時間の経過とともに段階的に行うことができる。 2012年、KM3NeT研究施設の実装の最初のフェーズは、KM3NeT-FrおよびKM3NeT-Itサイトでの海底インフラストラクチャの構築から始まった。プロトタイプのKM3NeTデジタル光モジュール（KM3NeT-DOM）は、 ANTARES望遠鏡の一部として1年以上にわたってデータの取得に成功している。 ANTARES望遠鏡に近いKM3NeT-Fr設置場所は、ニュートリノ素粒子物理学用のORCA検出器用の最初のストリングの設置のために2019年に準備されている。 KM3NET-Itサイトでは、最初のプロトタイプKM3NeTストリングが約1年間データを取得することに成功した。 2016年と2017年に、ARCA検出器の最初の完全なストリングが取り付けられた。 2018年に、海底ケーブルネットワークはシャットダウンされた。 2019年の初めに、一時的な修正によりネットワークと最初のストリングが復活した。サイトのケーブルネットワークは、各ARCAにつきそれぞれ115本のストリングの2つのサブ検出器を設置するために再設計されている。 2020年2月、ORCA検出器の第1フェーズは、6番目のストリングの取り付けで完了した。一緒に、ARCAとORCAはKM3NeTの構築の第2段階を形成する。
さらに、SMOと呼ばれるプロジェクトは、KM3Netに音響検出（ハイドロフォン）を提供し、水中の弦の位置監視を支援する。この技術は現在、音波を介してニュートリノを観測する新しい方法の可能性についてもテストされている。   

## 他のニュートリノ望遠鏡との関係
ニュートリノ検出器の設計では、KM3NeTは、地中海での3つのパイロットプロジェクト（ ANTARES検出器、ニュートリノ地中海観測所（NEMO）プロジェクト、およびNESTORプロジェクト）の経験に基づいている。 NEMOプロジェクトとNESTORプロジェクトはどちらもニュートリノ望遠鏡の研究開発作業を行ったが、望遠鏡は（いくつかの小さなプロトタイプを除いて）製造されたことがなかった。 ANTARES望遠鏡は、2008年5月30日に完成し、北半球で最大のニュートリノ望遠鏡であった。南半球の南極大陸では、 アイスキューブ・ニュートリノ観測所（IceCube）がすでに稼働している。 IceCubeとKM3NeTは一緒に、全天を観測できるグローバルなニュートリノ天文台を形成する様になる。